# Othmane Belfaa
Othmane Mustapha Belfaa (em árabe: عثمان بلفاع ; Lille, França, 18 de outubro de 1961) é um antigo atleta argelino, especialista em salto em altura. Foi três vezes campeão africano, nos anos de 1979, 1989 e 1990.
Ganhou a medalha de bronze nos Campeonatos do Mundo em Pista Coberta, disputados em Paris.
O seu recorde pessoal é 2.28 m, marca obtida em Amã no dia 20 de agosto de 1983.